# Vincent Savolainen
Vincent Savolainen (1966) es un botánico, y conservacionista, suizo. En 1991, se graduó en la Universidad de Ginebra. Y en 1995, obtuvo por la misma casa de altos estudios el Ph.D, tres años antes de Philippe Cuénoud.
Es miembro de Imperial College London como profesor e investigador, realizando allí estudios sobre ecología, molecular filogenia, la genética y la genómica de poblaciones para explicar el origen de la biodiversidad. También trabajó en la búsqueda de soluciones éticas de tal diversidad. se quiere incluir la búsqueda de soluciones para naturaleza. Se centró en investigaciones sobre los patrones globales y regionales de la biodiversidad, la radiación evolutiva (incluyendo la radiación adaptativa) en "puntos calientes de biodiversidad" (ciertas áreas con muchas especies endémicas), la genómica de especiación y conservación (incluido el uso de ADN códigos de barras para los inventarios de biodiversidad, monitoreo de poblaciones silvestres, adaptación a nuevos hábitats de especies en peligro de extinción y especies invasoras). Ha realizado trabajo de campo en varios lugares de los trópicos y subtrópicos.
Desde 1999, Savolainen también trabajó como jefe adjunto del departamento de sistemática molecular en el Laboratorio Jodrell en Royal Botanic Gardens, Kew. Es uno de los botánicos que participa en el Angiosperm Phylogeny Group.
En 2006, fue elegido “Miembro de la Sociedad Linneana de Londres”, y ese mismo año, la Sociedad Linneana de Londres le otorgó la Medalla linneana del bicentenario, un premio para un rendimiento excepcional de biólogos con menos de cuarenta años. Desde 2004 se encuentra en la redacción de Systematic Biology, la revista científica de la Sociedad de biólogos sistemáticas. Entre 2004 y 2006, ha sido miembro de la junta editorial de la revista Molecular Phylogenetics and Evolution .
Savolainen ha contribuido con artículos en revistas científicas, como: American Journal of Botany, Annals of the Missouri Botanical Garden, Botanical Journal of the Linnean Society, Kew Bulletin, Nature, Science, Systematic Botany.

## Algunas publicaciones
- k. Guschanski, j. Krause, s. Sawyer et al. 2013. Next-Generation Museomics Disentangles One of the Largest Primate Radiations. Systematic Biology 62: 539-554 ISSN 1063-5157

- vincent Savolainen, léanne laurette Dreyer, g. anthony Verboom. 2006. Origins and Evolution of a Biodiversity Hotspot: The Biota of the African Cape Floristic Region. Molecular phylogenetics & evolution 51 ( 1): 130 pp.

- Rôle des ecdystéroïdes dans le controle de la vitellogenèse et de la ponte chez les tiques. 172 pp.

- La abreviatura «Savol.» se emplea para indicar a Vincent Savolainen como autoridad en la descripción y clasificación científica de los vegetales.[1]